# Джордж Портер
Джордж Портер (англ. George Porter, Baron Porter of Luddenham; 6 грудня 1920, Стейнфорт, Йоркшир — 31 серпня 2002) — англійський фізикохімік, член Лондонського королівського товариства (1960).

## Біографія
Освіту здобув у Лідському і Кембриджському університетах (1938-41). У 1941-45 служив в армії. У 1949-54 викладав у Кембриджському університеті, в 1955-63 у Шеффілдському університеті; в 1963-66 рр. професор хімії, а з 1966 року — директор Королівського інституту Великої Британії. Президент Міжнародного комітету з фотобіології (з 1968); президент Хімічного товариства Великої Британії (з 1970).

## Нагороди
У 1967 році Портер відзначений (спільно з Р. Норрішем і М. Ейгеном) Нобелівською премією з хімії за дослідження надшвидких хімічних реакцій.
Лауреат медалі Коплі (1992) за внесок у розшифровку людського геному й розвиток інших галузей молекулярної біології.